# Cucullia rhodana
Cucullia rhodana är en fjärilsart som beskrevs av Cabeau 1923. Cucullia rhodana ingår i släktet Cucullia och familjen nattflyn. Inga underarter finns listade i Catalogue of Life.